# 신경언어학

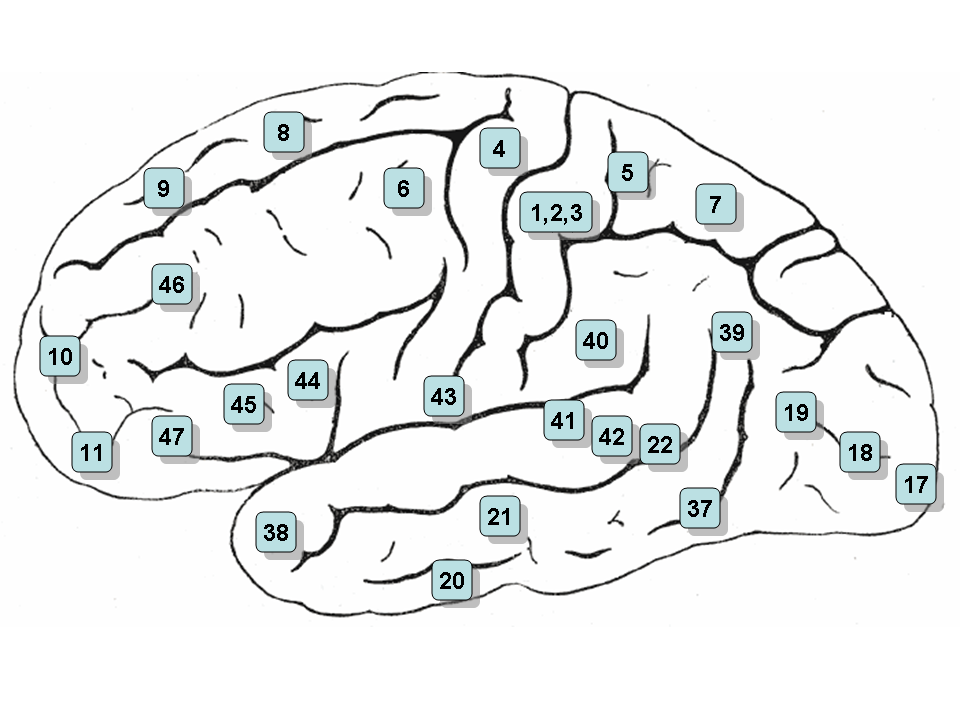
숫자가 매겨진 브로드만 영역이 있는 인간의 뇌 표면

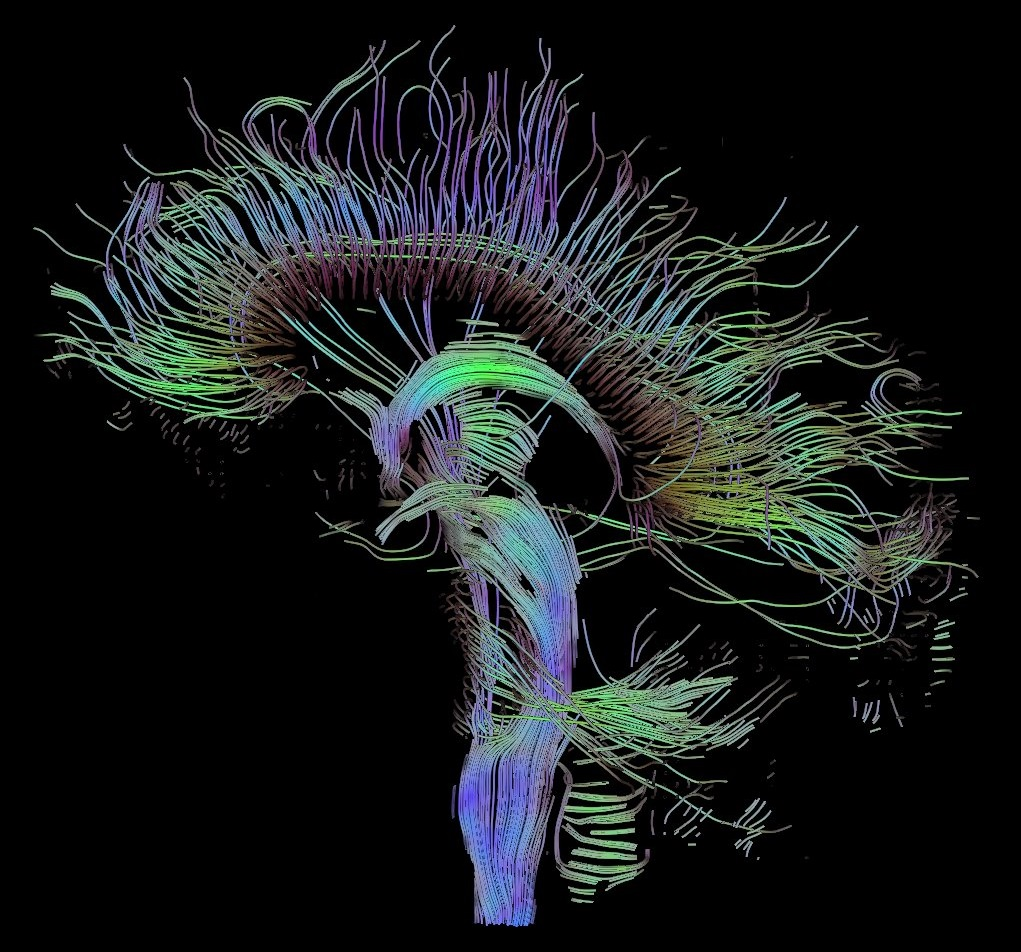
확산 텐서 영상을 사용하여 촬영한 뇌의 신경 회로 영상

신경언어학(神經言語學, Neurolinguistics)은 언어의 이해, 산출, 그리고 습득을 통제하는 인간의 뇌의 신경 기전에 대한 연구이다. 신경과학, 언어학, 인지과학, 의사소통 장애, 신경심리학 등 여러 학문과 관련된 학제 간 분야로서 신경언어학은 다양한 실험 기술과 광범위한 이론적 관점을 활용하여 연구를 수행한다. 신경언어학 분야의 많은 연구는 심리언어학과 이론언어학의 모델에서 정보를 얻으며, 뇌가 언어를 산출하고 이해하는 데 필요하다고 이론 및 심리언어학이 제안하는 과정을 어떻게 구현하는지 조사하는 데 중점을 둔다. 신경언어학자들은 뇌가 언어 관련 정보를 처리하는 생리학적 기전을 연구하고, 실어학, 신경영상, 전기생리학 및 컴퓨터 모델링을 사용하여 언어학 및 심리언어학 이론을 평가한다.

## 역사

브로카 영역과 베르니케 영역

신경언어학은 뇌손상의 결과로 발생하는 언어적 결함(실어증)에 대한 연구인 19세기 실어학의 발전과 함께 발생한 학문이다. 실어학은 뇌 손상이 언어 처리에 미치는 영향을 분석하여 구조와 기능 간의 상관관계를 파악하려고 한다. 특정 뇌 영역과 언어 처리 사이의 연결을 처음으로 시도한 사람 중 한 명은 프랑스의 외과의사인 폴 브로카였다. 그는 언어 장애가 있는 수많은 사람들을 부검하여 그들 대부분이 현재 브로카 영역으로 알려진 왼쪽 전두엽에 뇌 손상이 있음을 발견했다. 이미 19세기 초에 골상학자들은 뇌의 다른 영역이 다른 기능을 수행하며, 언어는 주로 뇌의 전두엽 영역에 의해 제어된다고 주장한 바 있다. 허나 당시에는 과학적 근거가 제시되지 않았던 것을 브로카가 이 발견으로 처음 제시할 수 있었다. 더 나아가 현대 신경언어학과 인지 과학 분야에서도 브로카의 발견은 획기적이고 중추적인 것으로 평가받는다. 이후 베르니케 영역의 이름이 붙여진 카를 베르니케는 뇌의 다른 영역이 다른 언어적 작업에 특화되어 있다고 제안했으며, 브로카 영역은 언어의 운동 생성을 처리하고, 베르니케 영역은 청각적 언어 이해를 처리한다고 보았다. 브로카와 베르니케의 연구는 실어학 분야와 뇌의 물리적 특성을 통해 언어를 연구할 수 있다는 생각을 확립했다. 초기 실어학 연구는 20세기 초 코르비니안 브로드만의 연구로 인해 더욱 발전했는데, 그는 뇌의 표면을 "지도화"(mapping)하여 각 영역의 세포 구조와 기능에 따라 번호가 매겨진 영역으로 나누었다. 이 영역들은 브로드만 영역으로 알려져 있으며, 오늘날에도 신경과학에서 널리 사용된다.
1940년대 후반과 1950년대에 '신경언어학'이라는 용어는 에디스 크로웰 트래거, 앙리 에칸, 알렉산드르 루리아가 처음 대중화시키기 시작했다. 루리아의 1976년 저서 "신경언어학의 기본 문제"는 "신경언어학"이라는 제목이 붙은 최초의 책일 가능성이 높다. 해리 휘터커는 1970년대 미국에서 신경언어학을 대중화했으며, 1974년에 "Brain and Language" 저널을 창간했다.
실어학이 신경언어학의 역사적 핵심이지만, 최근에는 PET 및 fMRI와 같은 새로운 뇌 영상 기술과 사람들이 다양한 언어 작업을 수행할 때 뇌 활성화 패턴을 강조할 수 있는 시간 민감성 전기생리학 기술(EEG 및 MEG)의 출현 덕분에 이 분야는 상당히 확장되었다. 특히, 사건 관련 전위인 N400의 발견과 함께 1980년대 언어 연구의 실현 가능한 방법으로 전기생리학 기술이 등장했다. N400은 언어 이해의 의미적 문제에 민감한 뇌 반응으로 나타났다. N400은 언어 관련 사건 관련 전위 중 처음으로 확인되었으며, 그 발견 이후 EEG와 MEG는 언어 연구에 점점 더 널리 사용되고 있다.

## 분야

### 다른 분야와의 상호작용
신경언어학은 실험 심리학의 전통적인 기법을 사용하여 언어의 인지적 메커니즘을 밝히고자 하는 심리언어학 분야와 밀접한 관련이 있다. 오늘날 심리언어학 및 신경언어학 이론은 서로에게 영향을 주고 있으며, 두 분야 간에 많은 협력이 이루어지고 있다.
신경언어학의 많은 연구는 심리언어학자 및 이론언어학자들이 제시한 이론을 시험하고 평가하는 것을 포함한다. 일반적으로 이론언어학자들은 언어의 구조와 언어 정보가 어떻게 조직되는지를 설명하는 모델을 제안하고, 심리언어학자들은 언어 정보가 마음속에서 어떻게 처리되는지를 설명하는 모델과 알고리즘을 제안하며, 신경언어학자들은 뇌 활동을 분석하여 생물학적 구조(뉴런의 개체군 및 네트워크)가 이러한 심리언어학적 처리 알고리즘을 어떻게 수행하는지를 추론한다. 예를 들어, 문장 처리에 대한 실험은 ELAN, N400, P600 뇌 반응을 사용하여 생리적 뇌 반응이 자넷 포더와 린 프레이저의 "직렬" 모델 및 테오 보세와 제라드 켐펜의 "통일 모델"과 같은 심리언어학자들이 제시한 문장 처리 모델의 다양한 예측을 어떻게 반영하는지 조사하는 데 사용되었다. 또한 신경언어학자들은 "신경학적 구조에 대한 지식을 언어 구조로 일반화"함으로써 뇌의 생리학적 통찰력을 바탕으로 언어의 구조와 조직에 대한 새로운 예측을 할 수 있다.
신경언어학 연구는 언어학의 모든 주요 분야에서 수행된다. 아래 표는 주요 언어학 하위 분야와 신경언어학이 이들을 어떻게 다루는지 보여준다.
| 하위 분야        | 설명                                                        | 신경언어학의 연구 질문                                                                            |
| ---------------- | ----------------------------------------------------------- | ------------------------------------------------------------------------------------------------- |
| 음성학           | 발화음 연구                                                 | 뇌가 음향 신호에서 발화음을 추출하는 방법, 뇌가 배경 소음에서 발화음을 분리하는 방법              |
| 음운론           | 언어에서 소리가 어떻게 조직되는지에 대한 연구               | 특정 언어의 음운 체계가 뇌에 어떻게 표현되는지                                                    |
| 형태론 및 어휘론 | 단어가 어떻게 구성되고 정신 어휘집에 저장되는지에 대한 연구 | 뇌가 사람이 아는 단어를 어떻게 저장하고 접근하는지                                                |
| 통사론           | 다중 단어 발화가 어떻게 구성되는지에 대한 연구              | 뇌가 단어를 구성 성분과 문장으로 결합하는 방법; 구조 및 의미 정보가 문장 이해에 어떻게 사용되는지 |
| 의미론           | 의미가 언어에 어떻게 인코딩되는지에 대한 연구               | 뇌가 단어를 구성 성분과 문장으로 결합하는 방법; 구조 및 의미 정보가 문장 이해에 어떻게 사용되는지 |

### 쟁점
신경언어학 연구는 언어 정보가 어디에서 처리되는지, 언어 처리가 시간 경과에 따라 어떻게 전개되는지, 뇌 구조가 언어습득 및 학습과 어떻게 관련되는지, 그리고 신경생리학이 언어병리학에 어떻게 기여할 수 있는지 등 여러 주제를 조사한다.

#### 언어 처리의 국재화(localization)
신경언어학의 많은 연구는 브로카와 베르니케의 초기 연구와 마찬가지로 뇌 내 특정 "언어 모듈"의 위치를 조사했다. 현대에도 언어 정보가 처리될 때 뇌를 통해 어떤 경로를 따르는지, 특정 영역이 특정 종류의 정보 처리에 특화되어 있는지 여부, 언어 처리에서 다른 뇌 영역이 서로 어떻게 상호작용하는지, 그리고 피험자가 모국어가 아닌 다른 언어를 생성하거나 인지할 때 뇌 활성화의 위치가 어떻게 다른지 등이 연구 대상이 된다.

#### 언어 처리의 시간 경과
신경언어학 문헌의 또 다른 영역은 전기생리학 기술을 사용하여 시간 내 언어의 빠른 처리를 분석하는 것을 포함한다. 특정 뇌 활동 패턴의 시간적 순서는 언어 처리 중 뇌가 겪는 개별적인 계산 과정을 반영할 수 있다. 예를 들어, 한 문장 구문 분석의 신경언어학 이론은 세 가지 뇌 반응(ELAN, N400, P600)이 통사론적 및 의미론적 처리의 세 가지 다른 단계의 결과라고 제안한다.

#### 언어 습득
또 다른 주제는 뇌 구조와 언어습득 간의 관계이다. 제1언어 습득 연구는 모든 언어 환경의 영아들이 유사하고 예측 가능한 단계(옹알이 등)를 거친다는 것을 이미 확립했으며, 일부 신경언어학 연구는 언어 발달 단계와 뇌 발달 단계 간의 상관관계를 찾으려고 시도한다. 다른 연구는 성인이 새로운 언어를 배울 때 제2언어 습득 과정에서 뇌가 겪는 물리적 변화(신경가소성)를 조사한다. 신경가소성은 제2언어 습득과 언어 학습 경험 모두에서 관찰된다. 이러한 언어 노출의 결과는 어린이, 젊은 성인, 노인 모두에게서 회백질 및 백질의 증가가 나타날 수 있음을 보여준다.

#### 언어 병리학
신경언어학 기술은 실어증 및 난독증과 같은 언어 장애 및 붕괴, 그리고 이들이 뇌의 물리적 특성과 어떻게 관련되는지 연구하는 데도 사용된다.

## 사용되는 기술
이 분야의 초점 중 하나는 언어학적 및 심리언어학적 모델을 시험하는 것이므로, 실험에 사용되는 기술은 신경언어학 연구와 매우 관련이 있다. 현대의 뇌영상 기술은 언어 기능의 해부학적 조직에 대한 이해를 높이는 데 크게 기여했다. 신경언어학에 사용되는 뇌 영상 방법은 혈역학적 방법, 전기생리학적 방법, 그리고 뇌 피질을 직접 자극하는 방법으로 분류될 수 있다.

### 혈역학적 방법
혈역학적 기술은 뇌의 한 영역이 작업을 수행할 때 해당 영역에 산소를 공급하기 위해 혈액이 보내지는 현상(BOLD 반응으로 알려짐)을 이용한다. 이러한 기술에는 PET 및 fMRI가 포함된다. 이 기술들은 높은 공간 해상도를 제공하여 연구자들이 뇌 내 활동의 위치를 정확히 파악할 수 있도록 한다. 반면에 시간 해상도(또는 뇌 활동의 시간에 대한 정보)는 낮다. 왜냐하면 BOLD 반응이 언어 처리보다 훨씬 느리게 발생하기 때문이다. 특정 언어 작업이나 계산을 수행할 수 있는 뇌의 어떤 부분이 있는지 보여주는 것 외에도, 혈역학적 방법은 언어 노출에 따라 뇌의 언어 구조와 언어 관련 활성화 분포가 시간 경과에 따라 어떻게 변할 수 있는지를 보여주는 데도 사용되었다.
특정 작업에 의해 뇌의 어떤 영역이 활성화되는지를 보여주는 PET 및 fMRI 외에도, 연구자들은 다른 뇌 영역을 연결하는 신경 경로를 보여주는 확산 텐서 영상 (DTI)을 사용한다. 이를 통해 다른 영역들이 어떻게 상호작용하는지에 대한 통찰력을 제공한다. 기능적 근적외선 분광학 (fNIRS)은 언어 작업에 사용되는 또 다른 혈역학적 방법이다.

### 전기생리학적 방법

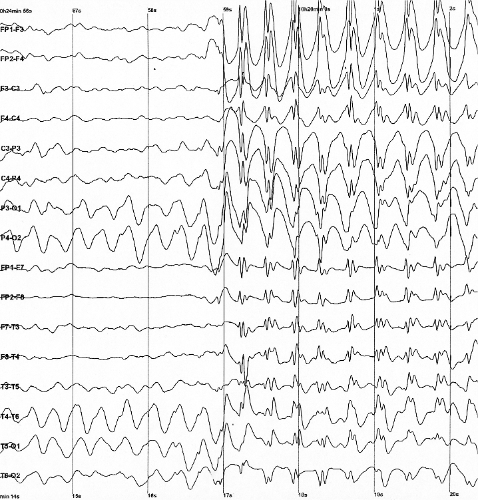
EEG로 기록된 뇌파

전기생리학적 기술은 뇌의 뉴런 그룹이 함께 발화할 때 전기 쌍극자 또는 전류를 생성한다는 사실을 이용한다. EEG 기술은 두피의 센서를 사용하여 이 전류를 측정하고, MEG는 이 전류에 의해 생성되는 자기장을 측정한다. 이러한 비침습적 방법 외에도, 뇌피질전도(ECoG)는 언어 처리를 연구하는 데도 사용되었다. 이러한 기술은 뇌 활동을 1밀리초 단위로 측정할 수 있어 뛰어난 시간 해상도를 제공한다. 이는 언어 이해 및 생성과 같이 빠르게 일어나는 과정을 연구하는 데 중요하다. 반면에 뇌전도에서는 뇌 활동의 위치를 파악하기 어려울 수 있다. 따라서 이 기술은 주로 언어 처리 과정이 어디에서 일어나는지보다는 어떻게 일어나는지를 연구하는 데 사용된다. 뇌전도 및 뇌자도 연구는 일반적으로 특정 자극에 대한 반응으로 유발되는 뚜렷한 뇌 반응(일반적으로 신경 활동 그래프의 음수 또는 양수 봉우리로 나타남)인 ERP에 중점을 둔다. ERP를 사용하는 연구는 각 ERP의 잠복기(자극 후 ERP가 시작되거나 정점에 도달하는 데 걸리는 시간), 진폭(봉우리의 높이 또는 낮음), 또는 지형(두피의 어디에서 ERP 반응이 센서에 의해 포착되는지)에 중점을 둘 수 있다. 몇 가지 중요하고 일반적인 ERP 구성 요소에는 N400(약 400밀리초의 잠복기에서 발생하는 음성), 불일치 음성, 조기 좌측 전두 음성(초기 잠복기 및 전방 좌측 지형에서 발생하는 음성), P600, 그리고 측면 준비 전위가 포함된다.

## 실험 설계

### 실험 기술
신경언어학자들은 뇌 영상화를 통해 뇌에서 언어가 어떻게 표현되고 처리되는지에 대한 결론을 도출하기 위해 다양한 실험 기술을 사용한다. 이러한 기술에는 빼기 패러다임, 불일치 설계, 위반 기반 연구, 다양한 형태의 점화, 그리고 뇌의 직접 자극이 포함된다.

#### 빼기
특히 fMRI의 많은 언어 연구는 빼기 패러다임을 사용하는데, 여기서는 언어 처리의 일부 측면과 관련된다고 생각되는 작업의 뇌 활성화가 유사한 비언어적 과정을 포함하지만 언어적 과정은 포함하지 않는다고 생각되는 기준선 작업의 활성화와 비교된다. 예를 들어, 참가자들이 단어를 읽을 때의 활성화는 참가자들이 무작위 문자열을 읽을 때의 기준선 활성화와 비교될 수 있으며(실제 단어 처리에 관련된 활성화를 분리하기 위함), 또는 참가자들이 통사론적으로 복잡한 문장을 읽을 때의 활성화는 더 간단한 문장을 읽을 때의 기준선 활성화와 비교될 수 있다.

#### 불일치 패러다임
불일치 음성(MMN)은 신경언어학 실험에서 자주 사용되는 엄격하게 문서화된 ERP 구성 요소이다. 이는 피험자가 지각적으로 동일한 "표준" 세트(예: s s s s s s s d d s s s s s s d s s s s s d 시퀀스) 내에서 "이탈" 자극을 들을 때 뇌에서 발생하는 전기생리학적 반응이다. MMN은 지각적으로 동일한 다른 자극 세트 내에서 드문 "이상값" 자극에 대한 반응으로만 유도되므로, 화자가 소리를 어떻게 인지하고 자극을 범주적으로 조직하는지 테스트하는 데 사용되었다. 예를 들어, 콜린 필립스와 동료들의 획기적인 연구는 불일치 음성을 사용하여 피험자들이 음향 매개변수가 있는 일련의 발화음을 들었을 때 음향적 가변성에도 불구하고 모든 소리를 /t/ 또는 /d/로 인지했다는 증거로 제시했다. 이는 인간의 뇌가 추상적인 음소를 표현한다는 것을 시사한다. 다시 말해, 피험자들은 특정 음향적 특징을 "듣는" 것이 아니라 추상적인 음소를 들었던 것이다. 또한 불일치 음성은 통사론적 처리와 어휘 범주 인식을 연구하는 데 사용되었다.

#### 위반 기반

사건 관련 전위

신경언어학의 많은 연구는 실험 자극에서 통사론적 또는 의미론적 규칙의 이상이나 위반(violation)을 활용하고, 피험자가 이러한 위반을 접할 때 유발되는 뇌 반응을 분석한다. 예를 들어, *the garden was on the worked와 같이 시작하는 문장은 영어 구 구조 규칙을 위반하며, 종종 조기 좌측 전두 음성(ELAN)이라는 뇌 반응을 유발한다. 위반 기법은 최소 1980년부터 사용되었으며, 당시 쿠타스와 힐야드는 의미론적 위반이 N400 효과를 유발한다는 ERP 증거를 처음으로 보고했다. 유사한 방법을 사용하여 1992년에 리 오스터하우트(Lee Osterhout)는 통사론적 이상에 대한 P600 반응을 처음으로 보고했다. 위반 설계는 혈역학 연구(fMRI 및 PET)에도 사용되었다. 예를 들어, 엠빅(Embick)과 동료들은 문법적 및 철자 위반을 사용하여 fMRI로 뇌의 통사론적 처리 위치를 조사했다. 위반 설계의 또 다른 일반적인 용도는 두 가지 종류의 위반을 같은 문장에서 결합하여 다른 언어 과정이 서로 어떻게 상호작용하는지에 대한 예측을 하는 것이다. 이 유형의 교차-위반 연구는 사람들이 문장을 읽거나 들을 때 통사론적 및 의미론적 과정이 어떻게 상호작용하는지 조사하기 위해 광범위하게 사용되었다.

#### 점화
심리언어학과 신경언어학에서 점화는 피험자가 의미적으로 또는 형태론적으로(즉, 유사한 부분으로 구성된) 유사한 단어를 최근에 접했을 때 단어를 더 빨리 인식하는 현상을 말한다. 피험자가 "의사"와 같은 점화 단어를 접한 후 "간호사"와 같은 대상 단어를 접했을 때, 피험자가 "간호사"에 대해 평소보다 빠른 반응 시간을 보인다면, 실험자는 "의사" 단어가 접근되었을 때 이미 뇌에서 "간호사" 단어가 접근되었다고 가정할 수 있다. 점화는 뇌에서 단어가 어떻게 저장되고 검색되는지에 대한 다양한 질문을 조사하는 데 사용되며 구조적으로 복잡한 문장이 어떻게 처리되는지 조사하는 데도 사용된다.

#### 자극
경두개자기자극술(TMS)은 비침습적 뇌 활동 연구 기술로, 머리 바깥에서 뇌에 강력한 자기장을 가한다. 이는 특정하고 통제된 위치에서 뇌 활동을 흥분시키거나 방해하는 방법으로, 연구자가 뇌의 어떤 부분을 정확히 검사할지에 대한 더 많은 통제권을 가지면서 실어증 증상을 모방할 수 있다. 따라서 이는 유사한 유형의 연구에 사용될 수 있지만 피험자의 두피를 제거해야 하는 직접 피질 자극(DCS)보다 덜 침습적인 대안이며, 따라서 이미 주요 뇌 수술(예: 뇌전증 수술을 받는 개인)을 받는 개인에게만 사용된다. TMS와 직접 피질 자극의 논리는 실어학의 논리와 유사하다. 특정 뇌 영역이 제거될 때 특정 언어 기능이 손상되면, 해당 영역은 그 언어 기능에 어떤 식으로든 관여되어야 한다. 현재까지 TMS를 사용한 신경언어학 연구는 거의 없었다. 직접 피질 자극과 피질 기록(뇌에 직접 전극을 배치하여 뇌 활동 기록)은 마카크 원숭이에게 사용되어 인간 뇌의 행동에 대한 예측을 했다.

### 피험자 과제
많은 신경언어학 실험에서 피험자들은 단순히 자극을 앉아서 듣거나 보지 않고, 자극에 대한 반응으로 어떤 종류의 과제를 수행하도록 지시받는다. 피험자들은 녹음(전기생리학적 또는 혈역학적)이 진행되는 동안 이러한 과제를 수행하는데, 이는 주로 자극에 주의를 기울이고 있는지 확인하기 위함이다. 적어도 한 연구에서는 피험자가 수행하는 과제가 뇌 반응 및 실험 결과에 영향을 미친다고 제안했다.

#### 어휘 결정
어휘 결정 과제는 피험자가 단어를 보거나 듣고 실제 단어인지 아닌지를 대답하는 것을 포함한다. 이 과제는 점화 연구에서 자주 사용되는데, 이는 "의사"가 "간호사"를 점화하는 것과 같이, 단어가 관련 단어에 의해 점화되면 피험자가 더 빨리 어휘 결정을 내리는 것으로 알려져 있기 때문이다.

#### 정문과 비문, 수용성 판단
많은 연구, 특히 위반 기반 연구에서는 피험자에게 자극의 "수용성"(일반적으로 문법적 수용성 또는 의미적 수용성)에 대해 판단하도록 한다. 이러한 과제는 종종 "피험자들이 문장을 주의 깊게 읽고 예상한 방식으로 수용 가능한 문장과 수용 불가능한 문장을 구별하는지 확인하기 위해" 사용된다.
실험 증거에 따르면 수용성 판단 과제에서 피험자에게 주어진 지시가 자극에 대한 피험자의 뇌 반응에 영향을 미칠 수 있다. 한 실험에서는 피험자들에게 문장의 "수용성"을 판단하도록 지시했을 때 N400 뇌 반응(일반적으로 의미론적 처리와 관련된 반응)을 보이지 않았지만, 문법적 수용성을 무시하고 문장이 "의미가 통하는지" 여부만 판단하도록 지시했을 때는 그 반응을 보였다.

#### 프로브 확인
일부 연구는 명시적인 수용성 판단 대신 "프로브 확인" 과제를 사용한다. 이 패러다임에서는 각 실험 문장 뒤에 "프로브 단어"가 오고, 피험자는 프로브 단어가 문장에 나타났는지 여부를 대답해야 한다. 이 과제는 수용성 판단 과제와 마찬가지로 피험자가 주의 깊게 읽거나 듣고 있는지 확인하지만, 수용성 판단의 추가적인 처리 요구 사항 중 일부를 피할 수 있으며, 연구에서 제시되는 위반 유형에 관계없이 사용할 수 있다.

#### 진리값 판단
피험자는 문장이 문법적으로 수용 가능한지 또는 논리적인지 여부를 판단하는 것이 아니라, 문장이 표현하는 명제가 참인지 거짓인지를 판단하도록 지시받을 수 있다. 이 과제는 아동 언어의 심리언어학 연구에서 일반적으로 사용된다.

#### 능동적 주의분산 및 이중 과제
일부 실험에서는 피험자들이 실험 자극에 의식적으로 주의를 기울이지 않도록 "주의분산" 과제를 부여한다. 이는 뇌의 특정 계산이 피험자가 주의 자원을 할당하는지 여부와 관계없이 자동으로 수행되는지 여부를 테스트하기 위해 수행될 수 있다. 예를 들어, 한 연구에서는 피험자들이 한쪽 귀로는 비언어적 소리(긴 삐 소리와 윙윙거리는 소리)를 듣고 다른 쪽 귀로는 언어 소리를 들었으며, 피험자들에게 소리의 변화를 감지하면 버튼을 누르도록 지시했다. 이는 피험자들이 언어 자극의 문법적 위반에 명시적으로 주의를 기울이지 않도록 하기 위함이었다. 피험자들은 어쨌든 불일치 반응(MMN)을 보였는데, 이는 문법적 오류 처리가 주의 여부와 관계없이 자동으로 일어났음을 시사한다—또는 적어도 피험자들이 언어 자극에서 의식적으로 주의를 분리할 수 없었음을 시사한다.
관련된 또 다른 형태의 실험은 이중 과제 실험으로, 피험자가 언어 자극에 반응하면서 추가적인 과제(예: 순차적인 손가락 두드리기 또는 무의미한 음절 발음)를 수행해야 한다. 이러한 종류의 실험은 언어 처리에서 작업 기억의 사용을 조사하는 데 사용되었다.

## 참고 문헌
- Colin M. Brown; Peter Hagoort, 편집. (1999). 《The Neurocognition of Language》. New York: 옥스퍼드 대학교 출판부.
- Caplan, David (1987). 《Neurolinguistics and Linguistic Aphasiology: An Introduction》. 케임브리지 대학교 출판부. 498쪽. ISBN 978-0-521-31195-3.
- Ingram, John C.L. (2007). 《Neurolinguistics: An Introduction to Spoken Language Processing and Its Disorders》. 케임브리지 대학교 출판부. 420쪽. ISBN 978-0-521-79190-8.
- Weisler, Stephen; Slavoljub P. Milekic (1999). 〈Brain and Language〉. 《Theory of Language》. MIT 프레스. 344쪽. ISBN 978-0-262-73125-6.

## 추가 문헌
- Ahlsén, Elisabeth (2006). 《Introduction to Neurolinguistics》. John Benjamins Publishing Company. 212쪽. ISBN 978-90-272-3233-5.
- Moro, Andrea (2008). 《The Boundaries of Babel. The Brain and the Enigma of Impossible Languages》. MIT 프레스. 257쪽. ISBN 978-0-262-13498-9. 2012년 10월 7일에 원본 문서에서 보존된 문서. 2009년 9월 18일에 확인함.
- Stemmer, Brigitte; Harry A. Whitaker (1998). 《Handbook of Neurolinguistics》. Academic Press. 788쪽. ISBN 978-0-12-666055-5.

관련 저널로는 Journal of Neurolinguistics와 Brain and Language가 있다. 두 저널 모두 구독 기반이지만 일부 초록은 일반적으로 이용 가능하다.